# FIFA 2001
FIFA 2001 este al optulea joc din seria FIFA Soccer. A apărut în anul 2000.

## Coloana sonoră
- Curve - Chinese Burn (Lunatic Calm Remix) 0:00
- Grand Theft Audio - We Luv You 0:15
- Moby - Bodyrock 0:30
- The Source - Fly Away 0:45
- Utah Saints - Funky Music (Levent's Funk-o-Rama Short Edit) 1:00
- Utah Saints - Power to the Beats 1:15

1. 1 2  redump.org